# سرقة مكتبة
تعد السرقة من مكتبات الكتب والوثائق التاريخية والخرائط وغيرها من المواد من المكتبات مشكلة كبيرة. قدرت إحدى الدراسات التي أجريت في المملكة المتحدة متوسط معدل خسارة المكتبات للسرقة بنسبة 5.3%.
في ولاية بنسلفانيا الأمريكية، تعد الإدانة الثالثة لسرقة مكتبة جناية، بغض النظر عن قيمة المادة.
يخاطر لصوص المكتبة، الذين قد يكونون موظفين أو زوارًا منتظمين للمكتبة، باكتشافهم إذا عُثر على كتاب في أرشيف المكتبة، ولكنه مفقود من الرفوف. لتجنب ذلك، يقوم بعض اللصوص بسرقة بطاقة الأرشيف المطابقة ايضًا.

## التاريخ
لا تتعلق اهتمامات المكتبات العامة بالقضايا الأمنية. عوضًا عن ذلك، الهدف من المكتبة العامة هو منح حرية الوصول للموارد والمعلومات. ومع ذلك، فإن منح هذا الوصول، خاصة لمجموعة واسعة من رواد المكتبة، يخلق مشكلات أمنية تمثل مصدر قلق ثانويًا للمكتبة العامة. يتعامل الاهتمام الثانوي بأمن المكتبات مع المهمة متزايدة الصعوبة المتمثلة في تمكين الوصول المجاني إلى الموارد مع الحفاظ على التحكم في تلك الموارد أيضًا. تمكين الوصول الحر والمتساوي لجميع الناس يشمل الأشخاص اللصوص كذلك.
تعرضت المكتبة للسرقة لعدة قرون. كانت أحد أقدم وسائل الردع لسرقة المكتبات هو اختراع المكتبات المقيدة، حيث تُربط الكتب بخزانة الكتب الخاصة بها بواسطة سلسلة، وهي طويلة بما يكفي للسماح بأخذ الكتب من أرففها وقراءتها، ولكن لا تؤخذ خارج المكتبة نفسها. عندما بدأت المكتبات في تجميع المزيد من الموارد والمزيد من المستفيدين، أصبحت المكتبات المقيدة بالسلاسل غير فعالة، وأنشئت طرق جديدة لردع سرقة المكتبات.
اعتبارًا من أوائل ستينيات القرن العشرين، استخدمت المكتبات مجموعة من الأساليب لردع السرقة. تضمنت بعض الطرق نقاط التفتيش اليدوية أو البوابات الدوارة أو أجهزة الكشف عن السرقة الإلكترونية مثل نقطة التفتيش وسنترونيك وشريط الفضيحة.
ومع ذلك، لم تكن هذه الأساليب دائما ناجحة، ولا تزال بعض المكتبات تسجل خسائر تتراوح بين 5000 إلى 6000 دولار سنويًا.
حاليًا، هناك العديد من المبادرات الجديدة لمنع سرقة المكتبات. نشرت رابطة مكتبات الكليات والبحوث دليلاً إرشاديًا بشأن الأمان والسرقة في مجموعات خاصة. يتضمن الدليل الإرشادي العديد من الموضوعات التي جرى تبنيها أيضًا من قبل المجموعات العامة للمكتبة العامة.

## الوقاية
عادةً ما تُمنع السرقة من المكتبات عن طريق تثبيت أجهزة إنذار إلكترونية للمراقبة على الأبواب. توضع علامة على مواد المكتبة وإذا لم يُلغَ تنشيط العلامة، فإنها تطلق صافرة إنذار. في بعض المكتبات التي تحتوي على مواد قديمة أو نادرة، لا يسمح للقراء بأخذ المعاطف أو الحقائب إلى منطقة القراءة باستثناء بعض العناصر في كيس بلاستيكي شفاف. لا تُستخدم كاميرات الأمان بشكل شائع في المكتبات لأسباب تتعلق في الخصوصية.
في عام 2009، بسبب زيادة السرقة والتخريب لمواد المكتبات في الولايات المتحدة، نشرت جمعية المكتبات الأمريكية المبادئ التوجيهية المتعلقة بالأمن والسرقة في مجموعات خاصة. تتناول الوثيقة قضايا مهمة وتقدم استراتيجيات للمكتبات لتطوير تدابير أمنية مناسبة للمجموعات الخاصة. تقترح المنظمة تعيين ضابط أمن، وتطوير سياسة أمنية مكتوبة، وإدارة مستمرة للموظفين، والتدريب، وإجراء عمليات فحص المخزون بشكل منتظم. هناك أيضًا إرشادات معطاة لإنشاء خطة عمل حول ما يجب فعله إذا اكتشفت المكتبة سرقة أو شهد أي موظف حدوث سرقة.

## شائع
في المكتبات العامة، لاحظ أمناء المكتبات سمات مشتركة في الموضوعات التي تجري سرقتها بشكل متكرر. الكتب التي تتمحور حول مواضيع مثل الجنس والسحر تحظى بشعبية لدى اللصوص، وكذلك أدلة اختبار تطوير التعليم العام. في استطلاع أُجري عام 1996، كانت الكتب الثلاثة الأولى التي فُقدت هي: متعة الجنس، وكتب فحص تطوير التعليم العام، ونبوءات نوستراداموس.

## الحوادث والجناة
يعد قسم الكتب النادرة في المكتبات بشكل خاص هدفًا للصوص المحترفين. في عام 1996، سُرقت مخطوطتان نادرتان من مخطوطات المورمون من المكتبة العامة في سينسيناتي ومقاطعة هاملتون، عندما طلب اللص المخطوطة واستبدل مكانها رسائل فاكس.
في كثير من الحالات، يحتل لصوص المستندات مناصب ثقة، أو وجود سجلات تثبت الإنجازات المشروعة لهم، قبل جرائمهم. من أمثلة لصوص المستندات المدانين البارزين:
●     مارينو ماسيمو دي كارو، مدير مكتبة جيرولاميني في نابولي ، إيطاليا.
●     جون تشارلز جيلكي.
●     باري لانداو (ولد عام 1948) وشريكه جيسون سافيدوف، الذي سرق أكثر من 10,000 وثيقة من المتاحف والمكتبات على طول الساحل الشرقي للولايات المتحدة.
●     أمين أرشيف ولاية نيويورك السابق دانيال دي لوريلو.
●     فريد مولر كريستنسن (1933 - 2003)، الذي سرق بين عامي 1968 و1978 نحو 1600 كتاب تاريخي تزيد قيمتها عن 50 مليون دولار من المكتبة الوطنية الدنماركية.
●     تاجر الآثار فوربس سمايلي، الذي سرق ما يقارب 100 خريطة من مكتبات في الولايات المتحدة وبريطانيا العظمى على مدار ثماني سنوات.
●     جريج بريور، مدير غرفة أوليفر في مكتبة كارنيجي في بيتسبرغ، الذي سرق ما قيمته 8 ملايين دولار من المواد النادرة بين عامي 1992 و2018.